# Аскреа
Аскреа (итал. Ascrea) је насеље у Италији у округу Ријети, региону Лацио.
Према процени из 2011. у насељу је живело 142 становника. Насеље се налази на надморској висини од 683 м.

## Становништво
Према резултатима пописа становништва 2011. у општини је живело 266 становника.
| 1931. | 1936. | 1951. | 1961. | 1971. | 1981. | 1991. | 2001. | 2011. |
| ----- | ----- | ----- | ----- | ----- | ----- | ----- | ----- | ----- |
| 834   | 780   | 626   | 498   | 423   | 308   | 318   | 284   | 266   |